# Dorper (oveja)
Dorper es una raza ovina de Sudáfrica, desarrollada en el año de 1930. Más tarde en 1946 se llevó a cabo el cruce entre la Dorset Horn y la oveja persa Blackhead, de ahí proviene el nombre Dorper.[cita requerida] La raza fue creada a través de los esfuerzos del Departamento de Agricultura del colegio Grootfontein en Sudáfrica, lográndose una raza de carne ovina particularmente adecuada a las regiones más áridas del país.
Esta raza heredó las mejores características de las cruzadas.[cita requerida] Llegó a México en el año 1996, al rancho Florisol que se encuentra en el estado de Querétaro. Muchos productores han sido ganadores debido al éxito que tiene la raza, como son su belleza y sus características productivas.

## Características

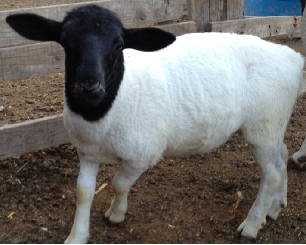
Borrego raza Dorper.

El objetivo principal de esta raza es que fue creada para su fácil adaptación en cualquier clima y para sobrevivir en las regiones áridas extremas de Sudáfrica. Por eso puede encontrarse también en ambientes tropicales, es así como en México se extiende por áreas amplias del país. Tiene altas tasas de fecundidad, con altas tasas de crecimiento y resistencia, sus partos son múltiples y tienen un promedio de crías de 2,25 corderos por año. La raza tiene la cabeza negra y es una de sus características; también las hay de cabeza blanca y se denominan White Dorper (Dorper Blanco).
La Dorper es una raza de fácil cuidado, que requiere un trabajo mínimo. La Dorper tiene una piel gruesa, que es muy apreciada y protege a las ovejas bajo duras condiciones climáticas. La piel Dorper es de las más buscadas y se comercializa bajo el nombre de Cabo Glovers. A diferencia de la oveja merina, la Dorper no necesita esquila.
Las madres cuentan con buen instinto maternal, facilidad para el parto y larga vida productiva. Se logran promedios de 35 a 45 kg a los tres meses y medio de vida, solamente con pastoreo. El gusto de la carne es suave y magro.
La raza Dorper en promedio puede lograr un peso de 35 a 39 kg en cien días.  Tiene un crecimiento diario promedio de 230 g por día, superior al Hampshire, Ille de France,  merino y corriedale. Su canal es de buena conformación y buena distribución de grasa, particularmente en los cuartos superiores, que es la carne de mayor calidad y precio. La composición del canal es de 13,4% de hueso, 64,7% de músculos y 21,8% de grasa

## Estándares de la raza Dorper
Esto supone fijarse y puntuar la conformación, tamaño, grasa, color, y cobertura. Los animales son evaluados y se les da un puntuación para cada uno de los rasgos y luego un “tipo” final.
Tipo 5 – Stud (élite), muy buena calidad.
Tipo 4 – Nos quedaríamos con el animal para pie de cría.
Tipo 3 – Primera selección para pie de cría, o se vende para rebaño comercial, productor de corderos.
Tipo 2 – Segunda selección, solo rebaño comercial.
Tipo 1 – Muy pobre calidad, los animales se envían al matadero.

## Reproducción
Los borregos Dorper y Dorper Blanco poseen la característica fisiológica reproductiva de ser no estacionales en su expresión de estros y gestaciones. Es así como los productores de Dorper pueden planear los partos según sea su conveniencia. Esto permite aprovechar más las oscilaciones de precios del mercado.